# Pierre François Gouvy
Pierre François Gouvy, genannt  Pépé, (* 13. Januar 1758 in Goffontaine (Ortsteil von Pepinster in der Provinz Lüttich); † 2. Februar 1816 in Goffontaine, heute Schafbrücke (Saarbrücken)) war ein französischer Unternehmer der Familiendynastie Gouvy, die von Mitte des 18. Jahrhunderts bis Anfang des 19. Jahrhunderts einen maßgeblichen Anteil am Erfolg der saarländischen Eisenindustrie hatte.

## Leben

### Herkunft und Familie
Pierre François Gouvy wurde als Sohn des Bürgermeisters und Unternehmers Pierre Joseph Gouvy (1715–1768) und dessen Ehefrau Gertrude de Chaignon (1720–1761) geboren und hatte 17 Geschwister, von denen später nur die Brüder François Louis Pierre (1748–1782) und Henry (1752–1795) der Familientradition folgend unternehmerisch tätig wurden.
Am 10. Oktober 1788 heiratete er in Metz Marie Thérèse Charlotte Laurent (1772–1822), mit der er einen Sohn und eine Tochter hatte, die beide in ihrem Geburtsjahr verstarben.

### Wirken
Pierre Francois hatte seinen Lebensmittelpunkt in Paris errichtet und kehrte nach dem Tod seines Bruders Henry im Jahre 1795 nach Saarlouis zurück, um sich um das weitere Schicksal des Traditionsunternehmens zu kümmern.
Seine Güter in Paris verkaufte er im August 1798 und gründete den Stahlhammer bei Neuscheidt, dessen Leitung er übernahm.
Mit dem Zweiten Pariser Frieden vom 20. November 1815 fielen Saarbrücken und Saarlouis an Preußen.
Am 2. Februar 1816 schied Gouvy durch Freitod aus dem Leben. Es gab Stimmen, die als Motiv hierfür patriotische Gründe anführten. Tatsächlich waren hohe finanzielle Verluste die Ursache hierfür.
Seine Neffen Henry (1780–1829) und Georges (1785–1840) übernahmen die Führung des Unternehmens.